# Trinity Parish Church (Renton)

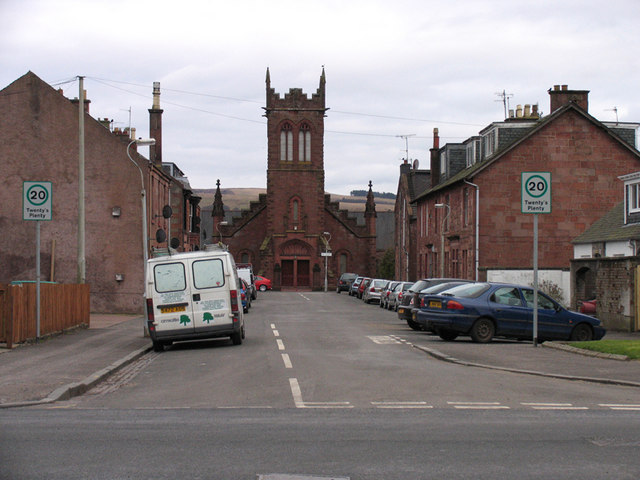
Trinity Parish Church

Die Trinity Parish Church, ehemals Renton Old Parish Church, ist ein Kirchengebäude der presbyterianischen Church of Scotland in der schottischen Stadt Renton in der Council Area West Dunbartonshire. 1996 wurde das Bauwerk in die schottischen Denkmallisten in der Kategorie B aufgenommen. Die Kirche ist noch als solche in Verwendung.

## Beschreibung
Die neogotische Kirche befindet sich am Ende der Leven Street im Süden der Stadt. Das rote Sandsteingebäude weist einen T-förmigen Grundriss auf, mit dem Glockenturm am Anfang des Langhauses. Das Gebäude stammt aus den Jahren 1891 und 1892 und wurde von den Architekten H. und D. Barclay entworfen. Das zweiflüglige Spitzbogenportal befindet sich mittig am Fuß des Turms. Darüber sind einzelne Lanzettfenster an drei Seiten des ersten Obergeschosses und allseitig jeweils zwei Zwillings-Lanzettfenster im dritten Obergeschoss zu finden. Ebenso wie die Gebäudekanten sind die Fenster mit grob behauenem, erhabenem Sandstein und teils auch Verdachungen abgesetzt. Der Turm schließt mit einer zinnenähnlichen Bewehrung umfasst von Ecktürmchen ab. Die Giebelfläche des anschließenden Kirchenschiffs ist als Staffelgiebel gearbeitet. Breite Spitzbogenfenster sind entlang der beiden Seitenfassaden auf vier vertikalen Achsen angeordnet. Ein weiteres großes Spitzbogenfenster ist an der Stirnseite des Schiffes verbaut. Entlang des Querhauses sind auf beiden Seiten jeweils drei Fenster zu finden.